# Erdpython
Der Erdpython (Calabaria reinhardtii) ist eine afrikanische Schlangenart aus der Familie der Boas (Boidae), die in west- und zentralafrikanischen Regenwaldgebieten von Guinea bis zum Norden der Republik Kongo und der westlichen Zentralafrikanischen Republik vorkommt. Sie ist die einzige Art der Gattung Calabaria, die nach der Hafenstadt Calabar im südöstlichen Nigeria benannt wurde; das Art-Epitheton ehrt den dänischen Zoologen Johannes Theodor Reinhardt.

## Merkmale
Der Erdpython erreicht eine Länge von 80 cm bis einen Meter. Der kleine Kopf, der Körper und der stumpfe, sehr kurze Schwanz sind nicht voneinander abgesetzt und haben etwa den gleichen Durchmesser. Die Augen sind klein und besitzen vertikale Pupillen. Ihre Färbung ist braun, genau wie die Schuppen rund um die Augen. Das Maul ist klein, unauffällig und nicht zum Verzehr größerer Beute geeignet. Der Gaumen ist unbezahnt. Sinnesorgane zur Wahrnehmung infraroter Strahlung fehlen. Rücken und Körperseiten sind schwarzbraun, braun oder rotbraun und mit helleren unregelmäßigen, rötlichen oder gelblichen Flecken gemustert. Kopf und Schwanz sind dunkler. Die Bauchseite ist braun oder grau und heller als Rücken und Flanken. Sie kann bräunlich gefleckt sein. Die Schuppen glänzen und sind glatt.
Von den meisten anderen Boas unterscheidet sich der Erdpython durch seine ovipare (eierlegende) Fortpflanzungsmethode (daher der Bezug zu den Pythons im deutschen Trivialnamen). Alle anderen Boas, mit Ausnahme der Arabische Sandboa (Eryx jayakari) und der Sahara-Sandboa (Eryx muelleri), sind ovovivipar, sie bringen also lebende Junge zur Welt. Zu den weiteren Unterschieden zu anderen Boas gehören das unbezahnte Gaumenbein, der bezahnte Zwischenkieferknochen (Praemaxillare), Supraorbitalknochen ohne dorsalen Auswuchs und vergrößerte Kopfschuppen.

## Systematik
Der Erdpython wurde 1851 durch den deutschen Herpetologen und Ornithologen Hermann Schlegel beschrieben und zunächst den Sandboas (Eryx) zugeordnet. 1858 stellte der britische Zoologe John Edward Gray die Gattung Calabaria für die Art auf, die seitdem monotypisch geblieben ist. Später wurde die Art teilweise den Pythons zugeordnet oder mit der Gattung Charina synonymisiert. Molekulargenetische Analysen zeigen jedoch, dass die Art den Boaartigen zuzuordnen ist, aber sich von allen anderen Boaartigen deutlich unterscheidet. Die Reptile Database ordnet sie der Unterfamilie Calabariinae innerhalb der Familie der Boas (Boidae) zu. Die von Alexander Pyron und Mitarbeitern vorgeschlagene Familie Calabariidae für den Erdpython konnte sich bisher nicht durchsetzen, da die Boas dadurch paraphyletisch würden.